# Allegretto ma non troppo de Bonis
L'Allegretto ma non troppo, op. 84 est une œuvre de Mel Bonis composée entre 1904 et 1910.

## Composition
Mel Bonis compose son Allegretto ma non troppo pour violon et piano entre 1904 et 1910. Le conducteur est daté de l'année 1910 tandis que la partie séparée de violon est datée de 1904. L'œuvre est dédiée à Raphaël Kellert et à Paulin Gaillard. La pièce est publiée à titre posthume aux éditions Henry Lemoine, en 2019.

## Analyse
Selon le musicologue François de Médicis, l'Allegretto ma non troppo a une esthétique proche de celle des œuvres de Gabriel Fauré et Claude Debussy, et plus globalement de l'avant-garde musicale du tournant du XXe siècle.

## Sources
- Étienne Jardin, Mel Bonis (1858-1937) : parcours d'une compositrice de la Belle Époque, 2020 (ISBN 978-2-330-13313-9 et 2-330-13313-8, OCLC 1153996478, lire en ligne)